# Massimo Dallamano
Massimo Dallamano (Milà, 17 d'abril de 1917 - 4 de novembre de 1976), de vegades acreditat com a Max Dillman, Max Dillmann o Jack Dalmas, va ser un director i director de fotografia italià.

## Vida i carrera
Nascut a Milà, Dallamano va començar a la dècada de 1940 com a càmera de documentals i anuncis, i després de la guerra es va convertir en director de fotografia, especialitzat en pel·lícules d'aventures. Acreditat com a Jack Dalmas, va ser el director de fotografia de Sergio Leone a Per un grapat de dòlars (1964) i Per qualche dollaro in più (1965).
El 1967 va debutar com a director amb un altre spaghetti western, Bandidos. Va dirigir una dotzena de pel·lícules més, incloent poliziotteschi, giallo i drames eròtics. Les seves pel·lícules inclouen Il dio chiamato Dorian (1970), Cosa avete fatto a Solange? (1972), La polizia chiede aiuto (1974) i The Night Child (1975).
El 1976 Dallamano va morir als 59 anys en un accident de cotxe poc després del final de la producció de Quelli della calibro 38 (també conegut com Colt 38 Special Squad).

## Filmografia

### Director
- Bandidos (1968) com Max Dillman[4]
- La morte non ha sesso (1968)
- Il dio chiamato Dorian (1970)
- Venere in pelliccia (1969) com Max Dillmann[5]
- Cosa avete fatto a Solange? (1972)
- Si può essere più bastardi dell'ispettore Cliff? (1973)
- Innocenza e turbamento (1974)
- La polizia chiede aiuto (1975)
- Il medaglione insanguinato (1975)
- La fine dell'innocenza (1976)
- Quelli della calibro 38 (1976)

### Guionista
- La linea del fiume (1975)
- Enigma rosso, d'Alberto Negrin (1978)

### Director de fotografia
- Inquietudine, de Vittorio Carpignano i Emilio Cordero (1946)
- I Piombi di Venezia,de Gian Paolo Callegari (1953)
- La vendetta dei Tughs, de Gian Paolo Callegari e Ralph Murphy (1954)
- Le notti di Lucrezia Borgia, de Sergio Grieco (1959)
- I cosacchi, de Giorgio Rivalta i Viktor Turžanskij (1960)
- America di notte, de Carlos Alberto de Souza Barros i Giuseppe Maria Scotese (1961)
- Per un grapat de dòlars, de Sergio Leone (1964)
- Per qualche dollaro in più, de Sergio Leone (1965)